# Houégbo

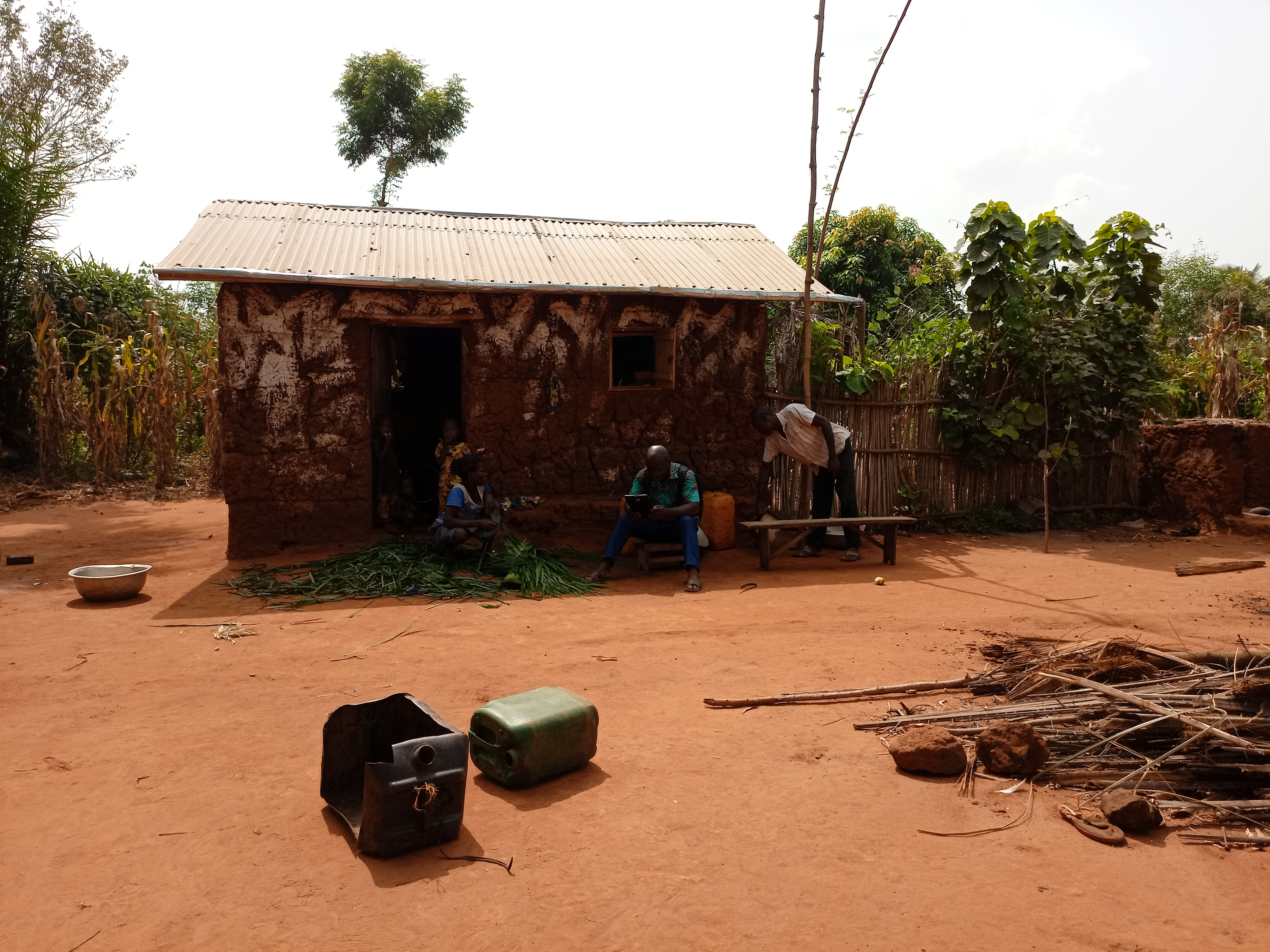
Casa di terra.

Houégbo è un arrondissement del Benin situato nella città di Toffo (dipartimento dell'Atlantico) con 9.257 abitanti (dato 2006).